# Modeste Gnakpa
Modeste Gnakpa (nacido el 17 de octubre de 1988 en Abiyán, Costa de Marfil) es un futbolista franco-marfileño que juega como defensa. Actualmente, juega en el Olympic Charleroi de la tercera división de Bélgica.

## Clubes
| Club                  | País    | Año       |
| --------------------- | ------- | --------- |
| AJ Auxerre            | Francia | 2004-2008 |
| AD Ceuta              | España  | 2008-2011 |
| UR La Louvière Centre | Bélgica | 2012-2013 |
| FU Narbonne           | Francia | 2013      |
| Racing de Malinas     | Bélgica | 2013-2015 |
| C.S. Visé             | Bélgica | 2015      |
| Olympic Charleroi     | Bélgica | 2016-2017 |